# Hans Reinauer
Hans Reinauer (* 6. April 1933 in Bátaszék, Ungarn) ist ein ungarisch-deutscher Mediziner, Biochemiker und emeritierter Ordinarius für Klinische Biochemie der Universität Düsseldorf.

## Leben
Reinauer studierte an Universitäten in Bonn, Freiburg und Düsseldorf. Er wurde 1959 zum Dr. med. promoviert und habilitierte sich 1968. Im gleichen Jahr begann er seine Lehrtätigkeit als Privatdozent für Physiologische Chemie. 1973 wurde er Ordinarius an der Universität Düsseldorf. Er war in den Jahren 1978 und 1979 Dekan der Medizinischen Fakultät der Universität Düsseldorf. 
Zudem leitete er ab 1974 die biochemische Abteilung des Diabetes-Forschungsinstitutes (damals noch DFI) 'Auf'm Hennekamp' in Düsseldorf sowie später (nach Pothmann) die Lehranstalt für technische Assistenten in der Medizin.
Von 1980 bis 2011 war er Präsident der Gesellschaft zur Förderung der Qualitätssicherung in medizinischen Laboratorien INSTAND e.V. (bis Anfang 2006 mit dem Namen Institut für Standardisierung und Dokumentation im medizinischen Laboratorium), seit 2011 deren Ehrenpräsident. Darüber hinaus war Hans Reinauer von 1986 bis 1991 Vizepräsident, von 1991 bis 2001 Präsident der Arbeitsgemeinschaft der Wissenschaftlichen Medizinischen Fachgesellschaften (AWMF), anschließend gehörte er bis 2009 als Past-Präsident dem AWMF-Präsidium an und ist seither Ehrenpräsident der AWMF.
Hans Reinauer war Editor in Chief des wissenschaftlichen Open-Access-Journals German Medical Science (GMS) der AWMF, das in Zusammenarbeit mit dem Deutschen Institut für Medizinische Dokumentation und Information (DIMDI) und der Deutschen Zentralbibliothek für Medizin (ZB MED) herausgegeben wird. Das Amt des Präsidenten der World Association of Societies of Pathology (WASP) hatte er von 1995 bis 1997 inne.
Ein Schwerpunkt der wissenschaftlichen Aktivitäten Hans Reinauers ist die Entwicklung labormedizinischer Referenzmethoden und die Normung (Standardisierung) medizinischer Bezeichnungen, Methoden und Auswertungen, um Ärzten und anderen Wissenschaftlern eine einwandfreie Verständigung zu ermöglichen und um im Interesse der Patienten die Vorsorge, die Früherkennung, die Diagnostik, die Therapieüberwachung, die Nachsorge und die Rehabilitation in der Medizin zu verbessern und die Ergebnisse wissenschaftlicher Arbeiten vergleichbar zu machen.
Hans Reinauer ist katholisch, seit 1981 verwitwet und hat zwei Kinder (Alexandra und Stephen).

## Auszeichnungen
- 1982 wurde er Vorsitzender der Deutschen Gesellschaft für Laboratoriumsmedizin
- 1999 erhielt er für sein ehrenamtliches Engagement in der wissenschaftlichen Medizin das Bundesverdienstkreuz 1. Klasse
- 2004 wurde er von Bundespräsident Köhler für seine fortgesetzten Aktivitäten mit dem Großen Bundesverdienstkreuz ausgezeichnet.
- 2009 Ernennung zum Ehrenpräsidenten der AWMF
- 2019 Verleihung der Ehrenmedaille der AWMF